# N-terminal

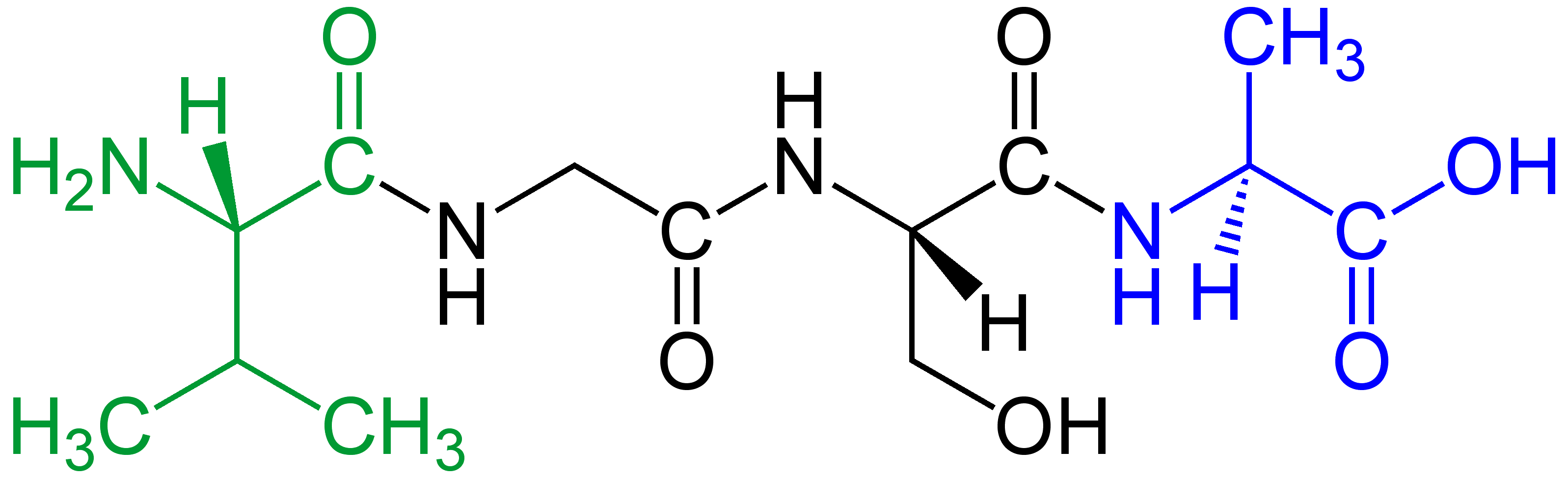
Un tetrapèptid (exemple: Val-Gly-Ser-Ala) amb verd ressaltat α-aminoàcid N-terminal(exemple: L-valina) i blau marat α-aminoàcid C-terminal (exemple: L-alanina).

L'extrem N-terminal (també conegut com a amino-terminal o NH₂-terminal) es refereix a l'extrem d'una proteïna o un pèptid que té un grup amino lliure. Per convenció, s'associa aquest extrem a l'inici de la seqüència de la proteïna.
Quan la proteïna és traduïda de l'ARN missatger, és creada del N-terminal al C-terminal.

## Química
Cada aminoàcid té un grup carboxil un grup amino, i aminoàcids units uns amb els altres per formar unca cadena per una reacció de deshidratació unint el grup amino d'un aminoàcid al grup carboxil del següent. Per tant, les cadenes de polipèptids tenen un final amb un grup carboxil sense enllaçar, el C-terminal, i un final amb un grup amino, el N-terminal. Les proteïnes es sintetitzen naturalment començant pel N-terminal i acabant al C-terminal.
El final amino d'un aminoàcid durant l'estadi de'elongació de la translació s'uneix al grup carboxil final de la cadena en creixement o naixement.

## Funció
El N-terminal és la primera part de la proteïna que surt del ribosoma durant la biosíntesi proteica. Sovint conté seqüències de peptids senyalitzador, codis postals intracel·lulars que lliuren directament les proteïnes als orgànuls adequats. El N-terminal és un important determinant de la seva vida mitjana. Això s'anomena la regla del N-terminal.